# Кимура, Рёхэй
Рёхэй Кимура (яп. 木村 良平 Кимура Рё:хэй, род. 30 июля 1984 года, Токио) — японский сэйю, актёр и певец. Дебютировал в 2009 году в телевизионном аниме-сериале Eden of the East в роли Акиры Такидзавы. Наиболее известен благодаря озвучиванию таких персонажей, как Рёта Кисэ (Kuroko no Basuke), Бокуто Котаро (Haikyuu!), Рош (Neo Angelique Abyss), Сёма Такакура (Mawaru Penguindrum), Кодака Хасэгава («У меня мало друзей») и Тодзи Ато (Tokyo Ravens).
Работает в Himawari Theatre Group. 
С 2011 года участник сэйю-юнита Trignal (яп. トリグナル Торигунару) вместе с сэйю Такуей Эгути и Цубасой Ёнагой под японским лейблом Kiramune.

## Достижения
- 2012 — Награда Seiyu Awards в категории «Лучший актёр второго плана» за роли Кодаки Хасэгавы в «У меня мало друзей», Хидэки Хинаты в Angel Beats! и Акиры Такидзавы в Eden of the East[3].

- 2015 — По результатам опроса на портале Charapedia занял 21-е место в рейтинге «ТОП-30 популярных сэйю 2015 года»[4].

## Роли

### Аниме-сериалы
1999
- Medarot — Бельмонт

2002
- Full Moon wo Sagashite — Эйти Сакураи

2005
- Sugar Sugar Rune — У

2007
- Kekkaishi — Сэн Кагэмия
- Ookiku Furikabutte — Синтаро Нисихиро

2008
- Neo Angelique Abyss — Рош
- Shigofumi — Дайки Сэнкава
- «Тетрадь дружбы Нацумэ» (ТВ-1) — Сатору Нисимура

2009
- Higashi no Eden — Акира Такидзава
- «Тетрадь дружбы Нацумэ» (ТВ-2) — Сатору Нисимура

2010
- Angel Beats! — Хидэки Хината
- Ookiku Furikabutte ~Natsu no Taikai-hen~ — Синтаро Нисихиро
- Heroman — Саймон «Сай» Кайна
- Star Driver: Kagayaki no Takuto — Гинта Рё
- Yu-Gi-Oh! 5D’s — Брэйв

2011
- C — Цунода
- Gosick — Альберт де Блуа (в молодости)
- Hanasaku Iroha — Ёсукэ Хиватари
- Kamisama Dolls — Аки Куга
- Kimi to Boku — Юки Асаба
- Mawaru Penguindrum — Сёма Такакура
- Un-Go — Ясутаро Михара
- «Тетрадь дружбы Нацумэ» (ТВ-3) — Сатору Нисимура
- «У меня мало друзей» — Кодака Хасэгава

2012
- Kimi to Boku 2 — Юки Асаба
- Kuroko no Basuke — Рёта Кисэ
- Magi — Джудал
- Metal Fight Beyblade Zero-G — Гэндзюро Камэкаки
- Oda Nobuna no Yabou — Асакура Ёсикагэ
- Robotics;Notes — Кайто Ясио
- Sakamichi no Apollon — Каору Нисими
- Sankarea — Тихиро Фуруя
- «Очень приятно, Бог» — Котаро Урасима
- «Тетрадь дружбы Нацумэ» (ТВ-3) — Сатору Нисимура

2013
- Arata Kangatari — Масато Кадоваки
- Blood Lad — Браз Д. Блад
- Boku wa Tomodachi ga Sukunai NEXT — Кодака Хасэгава
- Jewelpet — Такуми Асано
- Kakumeiki Valvrave — Эль-Эльф Карлштейн
- Kuroko no Basuke 2 — Рёта Кисэ
- Magi: The Kingdom of Magic — Джудал
- Meganebu! — Хаято Кимата
- RDG Red Data Girl — Масуми Сода
- Silver Spoon — Юго Хатикэн
- Tokyo Ravens — Тодзи Ато
- «Воскресенье без Бога» — человек с львиной маской
- «Психопаспорт» (ТВ-1) — Рёго Кодзуки

2014
- Akame ga Kill! — Сюра
- Bonjour Koiaji Patisserie — Гилберт Нанафуса
- Buddy Complex — Тюсэ Фрамбуа
- Gekkan Shoujo Nozaki-kun — Хиротака Вакамацу
- Kuroshitsuji: Book of Circus — Чарльз Грей
- Madan no Oo to Vanadisu — Зайон Тенардье
- Mahouka Koukou no Rettousei — Хандзо Хаттори Гёбусёдзё
- Love Stage!! — Такахиро Курои
- Nanatsu no Taizai — Хаузер
- Nobunaga Concerto — Адзаи Нагамаса
- Silver Spoon 2 — Юго Хатикэн
- «Психопаспорт» (ТВ-2) — Кирито Камуи

2015
- Aoharu x Kikanjuu — Такатора Фудзимото
- Ace of Diamond: Second Season — Косэй Амахиса
- Chaos Dragon — Сол
- Charlotte — Арифуми Фукуяма
- Diabolik Lovers — Ко Муками
- Fafner in the Azure: Exodus — Мисао Курусу
- Haikyuu!! 2 — Котаро Бокуто
- Joukamachi no Dandelion — Сю Сакурада
- Kamisama Hajimemashita ◎ — Котаро Урасима
- Kuroko no Basuke 3 — Рёта Кисэ
- Q Transformers: Return of the Mystery of Convoy — Бамблби
- Rin-ne — Цубаса Дзюмондзи
- Uta no Prince-sama — Maji Love REVOLUTIONS — Хюга Ямато

2016
- Battery — Сюндзи Мидзугаки
- Haruchika: Haruta & Chika — Тору Асагири
- Joker Game — Каминага
- Kuromukuro — Том Борден
- Kyoukai no Rinne (ТВ-2) — Цубаса Дзюмондзи
- Macross Delta — Гарри Такасуги, Кит Эро Виндемер
- Prince of Stride: Alternative — Рику Ягами
- ReLIFE — Рё Ёакэ
- Servamp — Лоулесс
- Shouwa Genroku Rakugo Shinjuu — Пута
- Tales of Zestiria the X — Сорей
- Touken Ranbu: Hanamaru — Идзуминоками Канэсада
- Uta no Prince-sama Maji LOVE Legend Star — Хюга Ямато

2017
- Boruto: Naruto Next Generations — Сидзума Хосигаки
- Chiruran: Nibun no Ichi — Хадзимэ Сайто
- Chou Shounen Tantei-dan NEO — Кобаяси
- DIVE!! — Хироя Сакаи
- Dynamic Chord — Цумуги Момосэ
- Sengoku Night Blood — Масанобу Косака
- Touken Ranbu — Мамору Идзуми
- TSUKIPRO — Сюн Симоцуки

2018
- Beatless — Кавамура
- Devils’ Line — Йоханс Климанн
- Free! Dive to the Future — Хиёри Тоно
- Itou Junji: Collection — Юдзи
- Kyoto Teramachi Sanjou no Holmes — Акихито Кадзивара
- Nil Admirari no Tenbin — Сёго Укаи
- Overlord III — Эрия Узрут
- Radiant — Пиодон
- Youkai Watch: Shadow Side — Эмма Коэн
- «Моя геройская академия» — Дэвид Шилд
- «Необъятный океан» — Кёхэй Имамура

2019
- Hachigatsu no Cinderella Nine — Кэндзиро Судзуки
- Mairimashita! Iruma-kun — Асмодей Элис
- Phantasy Star Online 2: Episode Oracle — Дзэно
- «Истребитель демонов» — Демон Нума

2021
- «Двуличный братик Урамити» — Хамбэ Кикаку

2022 год
- Bibliophile Princess — Кристофер Селкирк Ашлард

### Игры
- Genshin Impact (2020) — Тарталья (Чайльд)

- Lord of Heroes (2020) — Джошуа Левинт

- Danganronpa V3: Killing Harmony (2017) — Кайто Момота

### Анимационные фильмы
- Cencoroll (2009) — Сю
- Fafner: Heaven and Earth (2010) — Мисао Курусу
- Aura: Maryuuinkouga Saigo no Tatakai (2013) — Юта Такахаси

### OVA
- Nagareboshi Lens (2012) — Юдай
- Arata-naru Sekai (2012) — Кирисима
- Arata-naru Sekai (2014) — Ити Сэйя
- Kuroshitsuji: Book of Murder (2014) — Чарльз Грей
- Tokyo Ghoul: Jack (2015) — Тайси Фура

### ONA
- Mobile Suit Gundam Thunderbolt (2015) — Дарил Лоренц

## Музыкальные видео
- «Innosense» музыкальной группы FLOW с Рётой Осакой.